# カトリック築地教会
カトリック築地教会（かとりっくつきじきょうかい）は、東京都中央区明石町にあるキリスト教（カトリック）の教会およびその聖堂である。教会堂名は「聖ヨゼフ」。
カトリック神田教会と同じく、東京で比較的早い段階から日本人のために開かれていた教会で、現在の聖堂は東京都選定歴史的建造物および東京都中央区の区民文化財に指定されている。

## 沿革
1858年（安政5年）に締結された安政の五カ国条約によって東京は開市場に指定された。そのため、1869年（明治2年）築地鉄砲洲（現在の中央区明石町一帯）は外国人居留地となった。当時キリスト教は禁教であったが、1866年（慶応元年）から横浜に滞在していたパリ外国宣教会の宣教師ジャン・マリエ・マランは、1871年（明治4年）の夏頃、京橋区八丁堀鉄砲洲の稲荷橋付近に商家を借り、語学塾を開き宣教のタイミングを待っていた。
1873年（明治6年）、キリシタン禁制の高札撤去に合わせてパリ外国宣教会は行動を開始する。翌1874年（明治7年）7月2日、マランは日本政府より築地居留地35、36番（約990坪）を借り受け、翌月より聖堂建設に着手する。同年11月22日、東京で最初のカトリック教会として築地教会の献堂式が行われ、東京以北の宣教の中心地となった。
1877年（明治10年）7月、日本北緯使徒座代理区の司教に就任したピエール・マリー・オズーフは、築地教会に司教座を置いた。同年12月には煉瓦造りの本格的な聖堂の建設に着手、翌1878年（明治11年）8月15日には完成した聖堂で献堂式が盛大に行われた。この聖堂は、1920年（大正9年）に司教座が関口教会に移動するまで、東京大司教区の司教座聖堂であった。しかし1923年（大正12年）9月1日、関東大震災で聖堂が焼失・倒壊してしまう。築地教会の復興は早く、震災1ヶ月後にはバラック小屋を建て仮祭壇を設置し、震災から僅か52日目の10月21日にはミサを行った。同年11月には仮聖堂及び住居の建設に着手、12月下旬に完成した。その後、1926年（大正15年）11月に新聖堂の建設が始まり、1927年（昭和2年）4月10日に献堂された。
現在の聖堂は、当時の東京大司教（教区長）ジャン・ピエール・レイの要望により古代ギリシアのドーリア式神殿を忠実に模して木造モルタル造にて建設されている。なお、旧聖堂時代の石膏の聖ペトロ像は、震災の被害を免れて現在も安置されている。また、東京都選定歴史的建造物および東京都中央区の区民文化財に指定されている。
現在の所属信徒数は約400名で、比較的小規模の教会である。

## 所在地
〒104-0044 東京都中央区明石町5-26

### 交通アクセス
- 東京メトロ日比谷線 築地駅より徒歩7分
- 東京メトロ有楽町線 新富町駅より徒歩6分